# Lionel Penrose
Pour les articles homonymes, voir Penrose.
Lionel Sharples Penrose, né le 11 juin 1898 et mort le 12 mai 1972, est un psychiatre, médecin généticien, pédiatre, mathématicien et auteur de problèmes d'échecs, qui a réalisé des travaux pionniers sur la génétique de la déficience intellectuelle,.
À partir de 1945, il entre à l'University College de Londres en tant que professeur d'eugénisme (la chaire Galton), puis à partir de 1963, de génétique humaine. En 1965, il prend sa retraite devenant alors professeur émérite jusqu'à sa mort en 1972.

## Scolarité
Lionel Penrose suit des études à l'école de Colwall, puis à l'école quaker Leighton Park School à Reading.
En 1916, en tant qu'objecteur de conscience, il sert dans la Friends' Ambulance Unit sous l'égide de la Croix-Rouge britannique (BRCS) en France pendant la Première Guerre mondiale.
Après la démobilisation, il reprend des études à St John's College où il fait partie de la société secrète étudiante Cambridge Apostles.
Une fois diplômé de Cambridge, Lionel Penrose étudie pendant un an à l'université de Vienne au département de psychologie. De 1928 à 1930, il termine ses études au St Thomas' Hospital par un doctorat en médecine.

## Carrière
Dès les années 1930, Penrose entreprend des recherches sur la schizophrénie, concevant des tests d'intelligence de nature non verbales qui sont toujours utilisés.
Dans la foulée des études de Ivar Asbjørn Følling, il étudie la phénylcétonurie.
En 1938, dans une publication à la MRC, il est le premier à étudier la génétique de la déficience intellectuelle de façon rigoureuse. Dans ce rapport, il constate que les proches de patients atteints de déficience grave sont rarement affectés tandis que les proches de patients plus faiblement déficients sont également souvent faiblement déficients.
Il poursuit ses études sur les "déficiences mentales" selon le vocabulaire de l'époque en tentant d'identifier les causes. Il étudie les causes génétiques et chromosomiques. Il publie l'ensemble de ces travaux dans le livre The Biology of Mental Defect (Sidgwick and Jackson, Ltd., London, UK, 1949).
Après la deuxième guerre mondiale, il devient une figure centrale de la génétique médicale britannique. Professeur d'eugénisme à l'University College de Londres, de 1945 à 1963. Il fait changer le nom de cette matière pour se définir professeur de génétique humaine à partir de 1963. En effet, il considère que le mot eugénisme est connoté car il est associé à des politiques de purification raciale. Le successeur de Penrose, Harry Harris, a également signalé que s'il a fallu 18 ans à Penrose pour changer légalement le titre de la chaire, c'est à cause de problèmes juridiques associés au don original de Francis Galton, mais qu'en pratique il n'utilisait pas le titre du poste.
En 1965, il prend sa retraite et reste professeur émérite du college.

## Travaux et héritage

### Les lois de Penrose
Les lois de Penrose, établissent que les tailles des populations carcérales sont inversement proportionnelles au nombre de personnes en hôpital psychiatrique, mais cette loi est généralement considérée comme une sur-simplification.

### La méthode Penrose
La méthode Penrose défini que dans une assemblée, le nombre de représentants doit être proportionnel à la racine carrée de la population, afin que le poids respectif des votants soit correctement représenté. En effet, Penrose est à l'initiative de l'indice de pouvoir de Banzhaf.

### Figure de proue quaker
Membre de la Société des Amis, Penrose est actif dans le mouvement de lutte pour la prévention de la guerre en 1950.

### Compositeur d'échecs
Un de ses problèmes d'échecs est paru dans le British Chess Magazine en 1949,

## Récompenses
- Les recherches de Penrose sur le syndrome de Down lui permettent d'obtenir le prix "Joseph P. Kennedy Jr. Foundation".

- En 1960, il reçoit le Prix Albert-Lasker[10],[11].

- En 1964, il reçoit la médaille d'or James Spence du Royal College of Paediatrics and Child Health (en) pour ses contributions majeures dans la génétique humaine et ses recherches intensives sur la trisomie 21.

## Famille
Lionel Penrose est le fils de James Doyle Penrose et membre de la famille de Priscilla Hannah Peckover par sa mère, famille Quaker britannique anoblie.
Le frère de Lionel est Roland Penrose.
En 1928, Lionel Penrose épouse Margaret Leathes. Ils ont 4 enfants :
- Oliver Penrose, né en 1929, physicien
- Sir Roger Penrose, né en 1931, mathématicien, cosmologiste et philosophe des sciences, Prix Nobel de physique en 2020. On lui doit notamment le Triangle de Penrose à partir duquel Lionel Penrose élabore la version escalier[12].
- Jonathan Penrose, né en 1933, mort en 2021, grand maitre aux échecs et psychologue.
- Shirley Hodgson, née en 1945, généticienne.